# کالافل
کالافل (به اسپانیایی: Calafell) یک منطقهٔ مسکونی در اسپانیا است که در بایکس پنس واقع شده‌است. کالافل ۲۰٫۴ کیلومتر مربع مساحت دارد.